# والت هازت
والت هازت (انگلیسی: Walt Hazzard؛ زاده ۱۵ آوریل ۱۹۴۲ درگذشته ۱۸ نوامبر ۲۰۱۱) یک بازیکن بسکتبال، بسکتبال، و مربی (ورزش) اهل ایالات متحده آمریکا بود.